# Слави Кожухаров
Слави Кожухаров (Слави Земята) е български художник.

## Биография
Слави Кожухаров е роден на 13 юли 1935 г. в село Зорница, Ямболско. Бил е член на СБХ-София. Автор е на над 12 самостоятелни изложби. Участвал е в колективни изложби в Полша и Русия. Картини на художника са експонирани в галерии в София, Пловдив, Русе, Шумен, Кърджали, Разград, Кюстендил и др. Също и в частни колекции в Англия, Япония, Германия, Италия, Швеция и Чехия.
Художник с изградена концепция за рисунката. В нея са включени спомени и реалности почерпени от земята – земята носеща аромата на българското село, на многообразието от терени в различните сезони.
Неговият авторски знак е неповторимото му чувство за цвят – чист и неподправен. Пъстър килим от едно недалечно минало на труд и живот свързан със земята.
Широката мазга укротена в умерен авангардизъм, многообразието от фактури и техники го правят автентичен и запомнящ се автор.
Лекотата с която работеше бе очевидна – планирана етапност, най-често „а ла прима“. Дълбок драматизъм и сияйна изчистеност – запазена негова марка в творческия живот на града и страната. Артист. С много приятели, комуникативен, прям, честен, трудолюбив, добър човек.
Слави Кожухаров умира на 2 август 1997 година.